# فرودگاه بین‌المللی کالاماتا
فرودگاه بین‌المللی کالاماتا (به انگلیسی: Kalamata International Airport) یک فرودگاه همگانی بهره‌برداری هوایی با کد یاتا KLX است که یک باند فرود آسفالت دارد و طول باند آن ۲۷۰۳ متر است. این فرودگاه در شهر کالاماتا کشور یونان قرار دارد و در ارتفاع ۸ متری از سطح دریا واقع شده است.

## شرکت‌های هواپیمایی و مقصدهای پروازی
In the summer months, charter and scheduled flights fly direct to Kalamata International Airport from some European cities.  A scheduled service by Aegean Air once a day linking Kalamata and Athens International Airport commenced in 2010.
| شرکت‌های هواپیمایی    | مقصدهای پروازی |
| -------------------- | --- |
| ایجین ایرلاینز       | دوسلدورف، مونیخ، استکهلم-آرلاندا فصلی: لیون-سینت اگزوپری، میلانو مالپنسا، دوموده‌دوو، نانت آتلانتیک، شارل دوگل پاریس |
| آسترین ایرلاینز      | فصلی: وین |
| بریتیش ایرویز        | فصلی: هیترو لندن |
| کوندور فلوگدینست     | فصلی: دوسلدورف (آغاز از ۱۸ مه ۲۰۱۸), فرانکفورت، مونیخ                                                               |
| ایزی‌جت               | فصلی: گاتویک |
| یورو وینگز           | فصلی: وین |
| المپیک ایر           | سالونیک (PSO) فصلی: آتن                                                                                             |
| Thomas Cook Airlines | فصلی: بیرمنگام، گاتویک، منچستر                                                                                      |
| ترانساویا.کام        | فصلی: اسخیپول آمستردام                                                                                              |
| TUIfly Belgium       | چارتر فصلی: لیل |